# Средняя Терса (село)
Средняя Терса (укр. Середня Терса, до 2024 года — Воронежское) — село,
Письменский поселковый совет,
Васильковский район,
Днепропетровская область,
Украина.
Код КОАТУУ — 1220755403. Население по переписи 2001 года составляло 8 человек.

## Географическое положение
Село Воронежское находится на правом берегу реки Средняя Терса,
выше по течению на расстоянии в 3,5 км расположено село Андреевка (Синельниковский район),
ниже по течению на расстоянии в 2 км расположено село Возвратное,
на противоположном берегу — село Раздолье (Синельниковский район).
Рядом проходит железная дорога, станция Терса в 1,5 км.